# دارين شوارتز
دارين شوارتز هو لاعب هوكي الجليد كندي، ولد في 28 مارس 1968 في Kamsack ‏ في كندا.

## وصلات خارجية
- دارين شوارتز على موقع دوري الهوكي الوطني (الإنجليزية)
- دارين شوارتز على موقع EliteProspects.com (الإنجليزية)
- دارين شوارتز على موقع HockeyDB.com (الإنجليزية)